# Álvaro Bunster
Álvaro Sergio Bunster Briceño (Santiago, 25 de mayo de 1920 - Ciudad de México, 27 de abril de 2004) fue un  profesor y diplomático chileno.

## Biografía

### Familia
Hijo de Otilia Briceño Vásquez (n.Quillota) y César Bunster Calderón (n. 5 de julio de 1894), tuvo cinco hermanos: Patricio Bunster —(19 de octubre de 1924 - 24 de septiembre de 2006), actor y coreógrafo, fue pareja de Joan Jara, más tarde esposa de Víctor Jara—
, Carmen Bunster Briceño —actriz de los teatros universitarios— y Ofelia Angélica Bunster Briceño; María Marcela, María Ximena y Mónica Bunster Burotto (las tres últimas del segundo matrimonio de su padre con Ginebra Burotto Collantes). 
Renombrado escritor, director del Instituto de Literatura Chilena y por un breve período Subsecretario de Educación.
De su matrimonio de 8 años (1957-1965) con Hortensia Ariztía Cash nacieron César —(Santiago, 15 de enero de 1958), miembro del FPMR, que, junto con Cecilia Magni, arrendó una casa y tres vehículos para el Atentado contra Augusto Pinochet; concejal del PC por Puente Alto (2012-2016), director del Instituto de Ciencias Alejandro Lipschutz— Álvaro (ambos gemelos) y Julián. Posteriormente se casó con la actriz Raquel Parot Chaigneau (según algunas fuentes, habrían tenido dos hijos, Pablo y Ana María). Además, fue padre de Claudio Bunster cuya madre, Raquel Weitzman, era esposa del escritor y dirigente comunista Volodia Teitelboim, quien lo adoptó.

### Trayectoria
Álvaro Bunster estudió en el Instituto Nacional y después ingresó a la facultad de Derecho de la Universidad de Chile (1938-1942); después se especializó en el área penal en la Universidad Central de Brasil (1943-1944) y la Scuola di perfezionamento in Diritto Penale de la de Roma, en Italia (1950-1951). 
En Chile, además de ejercer como abogado (tenía su oficina en Bandera 341), fue un destacado profesor de su alma mater —en la que ocupó el cargo de secretario general entre 1957 y 1969— y entre sus numerosos alumnos estuvo Ricardo Lagos, que sería presidente del país entre 2000 y 2006. 
Salvador Allende lo nombró en 1971 embajador del gobierno de la Unidad Popular ante el Reino Unido y en Londres ese país se enteró del golpe de Estado encabezado por el general Augusto Pinochet. Permaneció en ese país hasta fines de la década aunque no se le concedió el asilo político —enseñó un tiempo en la Universidad de Cambridge (1974-1977)— y en 1981 llegó a México, donde se desempeñó como profesor en varias casas de estudios superiores y asesoró a la Procuraduría General de la República (México).
Bunster escribió numerosas obras sobre su jurisprudencia. Murió en Ciudad de México en 2004 y legó su biblioteca a la Universidad de Chile.

## Obras publicados
- Malversación de caudales públicos. Estudio de doctrina y jurisprudencia, memoria de grado, Universidad de Chile, 1948
- Consciencia e volanta della condotta: Alcune considerazioni intorno all’ art.42, I parte, del codice penale, tesis de especialización en la Scuola di perfezionamento in Diritto Penale, Universidad de Roma, 1951
- La responsabilidad de los servidores públicos. Editorial Porrúa, 1984
- Responsabilidad asociada o disociada en el concurso de agentes: la posición de los “modernos”, Instituto de Investigaciones Jurídicas, Universidad Nacional Autónoma de México, 1986
- Escritos de derecho penal y`política criminal, Universidad Autónoma de Sinaloa, 1994
- Dolo y culpa en la responsabilidad penal, Instituto Nacional de Ciencias Penales (INACIPE), 2000